# Museu Indi Seminola Ah-Tah-Thi-Ki
Ah-Tah-Thi-Ki és un museu de cultura d'història seminola, situada a la reserva índia de Big Cypress al comtat de Hendry, Florida. El museu és propietat i és gestionat per la Tribu Seminola de Florida.
El museu va obrir les portes el 1997, i ha estat designat com a afiliat de la Institució Smithsonian.
El museu manté la Seminole Indian Library and Archives amb la finalitat de preservar i fer accessibles la història dels seminola i dels amerindis dels Estats Units per a estudiosos i el públic en general. Entre la documentació hi ha: documents governamentals que daten de principis de 1800 a mitjan 1900 i que cobreixen 60 tribus de nadius americans; una col·lecció de diaris; la col·lecció de fotografia Ethel Cutler Freeman; la col·lecció de fotografies Boehmer; la col·lecció de cartes de la família Brown; i diversos memoràndums tribals.
El Programa d'Història Oral del Museu Indi Seminola Ah-Tah-Thi-Ki preserva la història, cultura i memòria seminola a través de l'enregistrament de la paraula parlada. La col·lecció d'història oral inclou entrevistes realitzades en mikasuki i muskogi.